# Ashton Eaton
Ashton James Eaton (Portland, 21 gennaio 1988) è un ex multiplista statunitense.
In carriera può vantare due titoli olimpici del decathlon, conquistati ai Giochi olimpici di Londra 2012 e Rio de Janeiro 2016, due titoli di campione mondiale del decathlon e tre titoli di campione mondiale indoor dell'eptathlon. È il primatista mondiale dell'eptathlon indoor con 6 645 punti e il primatista continentale del decathlon con 9 045 punti.
Eaton gareggia per l'Oregon Track Club nella sezione "Elite", una società di Eugene, Oregon. Al college ha gareggiato per l'Università dell'Oregon dove è stato per cinque volte vincitore del campionato NCAA, aggiudicandosi il premio "The Bowerman" nel 2010. Si ritira sorprendentemente il 4 gennaio 2017 all'età di 28 anni.

## Biografia

### Gli inizi
Ashton Eaton nasce a Portland, nell'Oregon il 21 gennaio 1988, unico figlio di Roslyn Eaton e Terrance Wilson.
Si mostra atletico fin dalla gioventù, praticando football americano, pallacanestro, corsa, calcio e lotta. Al quinto anno di studi la madre si trasferisce nuovamente, questa volta a Bend, sempre nell'Oregon, dove frequenta la Mountain View High School ed è seguito da Tate Metcalf e John Nosler.
Nel 2006 vince una competizione tra scuole statali statunitensi, correndo i 400 m piani in 48"69 e saltando nel lungo la misura di 7,3216 m. Solo qualche college richiese Eaton che scelse di giocare a football nel college Division III. Nella primavera del 2006, Metcalf chiede ad Eaton di prendere in considerazione la specialità del decathlon, consigliandogli di iscriversi a un programma dedicato alla specialità particolarmente duro, presso l'Università dell'Oregon.

### 2008-2010: Le prime esperienze internazionali
Ai trials statunitensi nel 2008, validi come qualificazione olimpica, si piazza quindicesimo nel decathlon con 8 122 punti, non ottenendo la qualificazione per i Giochi di Pechino.
Nel 2009 ai campionati nazionali outdoor termina al secondo posto, dietro a Trey Hardee con 8 075 punti, qualificandosi di diritto per i Mondiali di Berlino, dove prende parte alla sua prima manifestazione di rilievo internazionale. Nella capitale tedesca conclude la prova del decathlon al diciottesimo posto con 8 061 punti.
Il 13 marzo 2010 a Fayetteville, Stati Uniti, Eaton stabilisce il nuovo record mondiale di eptathlon indoor con 6 499 punti, migliorando di 23 punti il precedente primato che apparteneva al connazionale Dan O'Brien dal 1993.

### 2011: L'argento mondiale nel decathlon
Il 5 e 6 febbraio 2011 a Tallinn, in Estonia, Eaton supera il suo precedente record mondiale dell'eptathlon elevandolo di 69 punti sino a 6 568 punti, nonostante una non eccelsa prova di salto in alto.
Nell'agosto del 2011 ai campionati mondiali di atletica di Taegu vince la medaglia d'argento nel decathlon con un punteggio finale di 8 580 punti, battuto solo dal suo connazionale Trey Hardee.

### 2012: Record mondiale e titolo olimpico

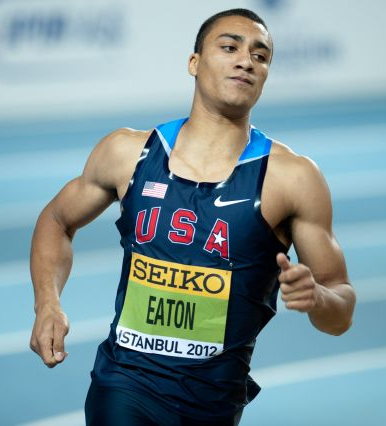
Ashton Eaton durante i Mondiali indoor di

Nel marzo del 2012 ai Mondiali indoor di Istanbul, Eaton vince la medaglia d'oro nell'eptathlon, siglando nuovamente il record mondiale con 6 645 punti. Nell'occasione Eaton vince cinque competizioni su sette (60 metri piani, 60 metri ostacoli, salto in lungo, salto con l'asta e 1000 metri piani), classificandosi terzo nelle due restanti (salto in alto e getto del peso) e sopravanzando di 574 punti il secondo classificato Oleksij Kas'janov (6 071 punti).
Il 24 giugno 2012 ai trials statunitensi di Eugene, validi come qualificazione per i Giochi olimpici, Eaton stabilisce il nuovo record mondiale del decathlon totalizzando 9 039 punti, tredici in più del precedente record di Roman Šebrle risalente ad undici anni prima.
La prima giornata di Eaton era iniziata con la vittoria nei 100 metri piani in 10"21 e nel salto in lungo con la misura di 8,23 m. Due prestazioni di rilievo se si pensa che il tempo ottenuto nei 100 m equivale al minimo richiesto per gareggiare nella disciplina ai trials ed il salto in lungo era di soli 25 centimetri più corto di quello dell'atleta che nella stessa competizione si era classificato primo, nonché 3 centimetri oltre il minimo "A" di qualificazione per le Olimpiadi. Nelle altre specialità Eaton giunge quinto nel getto del peso (14,20 m), primo nel salto in alto (2,05 m) e primo nei 400 metri piani (46"70), che si svolsero nel bel mezzo di un temporale. Dopo la prima giornata il punteggio di Eaton è di 4 728 punti, più di 300 punti di vantaggio rispetto al secondo classificato Trey Hardee.
Nella seconda giornata, Eaton è primo nei 110 metri ostacoli (13"70) ma termina ottavo nel lancio del disco con 42,81 m. Si rifà nel salto con l'asta dove raggiunge la misura di 5,30 metri che gli garantiscono il primo posto. Nel lancio del giavellotto si guadagna il quinto posto con un lancio di 58,87 metri, mentre nell'ultima gara della competizione, i 1500 metri piani, Eaton ottiene il suo nuovo primato personale di specialità correndo in 4'14"48 e terminando il decathlon con 317 punti di vantaggio su Hardee, secondo classificato.

### Vita privata
Suo nonno materno, Jim Eaton, ha giocato a football americano all'Università statale del Michigan e anche suo padre ha praticato sport, mentre sua madre è stata un'atleta e una ballerina.
Da parte del padre ha tre fratelli tra cui Vernice Bennett, un sergente dei Marine che nel dicembre del 2011 ricevette una stella al valore per il suo contributo in Afghanistan. I genitori si separarono quando Eaton aveva tre anni e sua madre, Roslyn si trasferì a La Pine, in Oregon.

## Record mondiali
Seniores

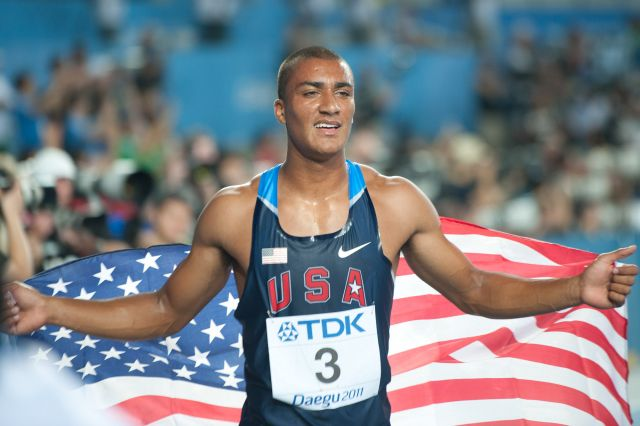
Eaton dopo l'argento a

- Eptathlon indoor: 6 645 p. ( Istanbul, 10 marzo 2012)

## Progressione

### Decathlon
| Stagione | Punteggio | Luogo          | Data      | Rank. Mond. |
| -------- | --------- | -------------- | --------- | ----------- |
| 2016     | 8 893 p.  | Rio de Janeiro | 18-8-2016 | 1º          |
| 2015     | 9 045 p.  | Pechino        | 29-8-2015 | 1º          |
| 2013     | 8 809 p.  | Mosca          | 11-8-2013 | 1º          |
| 2012     | 9 039 p.  | Eugene         | 14-6-2012 | 1º          |
| 2011     | 8 729 p.  | Eugene         | 24-6-2011 | 1º          |
| 2010     | 8 457 p.  | Eugene         | 11-6-2010 | 2º          |
| 2009     | 8 091 p.  | Eugene         | 10-5-2009 | 23º         |
| 2008     | 8 122 p.  | Eugene         | 30-6-2008 | 25º         |

## Palmarès

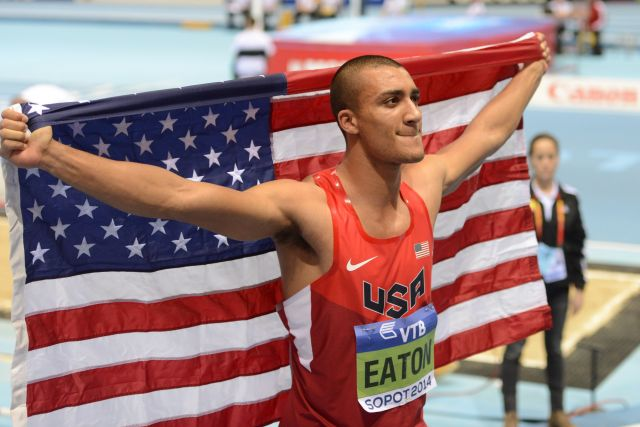
Ashton Eaton festeggia l'oro vinto ai Mondiali indoor di

| Anno | Manifestazione  | Sede           | Evento    | Risultato | Prestazione | Note                                    |
| ---- | --------------- | -------------- | --------- | --------- | ----------- | --------------------------------------- |
| 2009 | Mondiali        | Berlino        | Decathlon | 17º       | 8 061 p.    |                                         |
| 2011 | Mondiali        | Taegu          | Decathlon | Argento   | 8 505 p.    |                                         |
| 2012 | Mondiali indoor | Istanbul       | Eptathlon | Oro       | 6 645 p.    |                                         |
| 2012 | Giochi olimpici | Londra         | Decathlon | Oro       | 8 869 p.    |                                         |
| 2013 | Mondiali        | Mosca          | Decathlon | Oro       | 8 809 p.    | Miglior prestazione mondiale stagionale |
| 2014 | Mondiali indoor | Sopot          | Eptathlon | Oro       | 6 632 p.    | Miglior prestazione mondiale stagionale |
| 2015 | Mondiali        | Pechino        | Decathlon | Oro       | 9 045 p.    |                                         |
| 2016 | Mondiali indoor | Portland       | Eptathlon | Oro       | 6 470 p.    | Miglior prestazione mondiale stagionale |
| 2016 | Giochi olimpici | Rio de Janeiro | Decathlon | Oro       | 8 893 p.    | Record olimpico                         |

## Campionati nazionali
- 3 volte campione nazionale del decathlon (2011, 2012, 2013)
- 1 volta campione nazionale indoor del salto in lungo (2012)

2009
- Argento ai Campionati statunitensi, decathlon - 8 075 p.

2011
- Oro ai Campionati statunitensi, decathlon - 8 729 p.

2012
- Oro ai Campionati statunitensi indoor, salto in lungo - 8,06 m
- Oro ai Campionati statunitensi, decathlon - 9 039 p.

2013
- Oro ai Campionati statunitensi, decathlon - 8 291 p.

## Riconoscimenti
- Atleta mondiale dell'anno (2015)